# Zine Eddine Mohamed Seghir
Zine Eddine Mohamed Seghir  né le 22 août 1959, est un handballeur, membre de équipe d'Algérie en tant que joueur. Après sa carrière de joueur, au sein du club de NA Hussein Dey, il devient entraîneur, dirigeant plusieurs clubs en Algérie ou à l'étranger. Il occupe également pendant une période le rôle de sélectionneur de l'équipe d'Algérie.

## Palmarès

### Joueur de club
- Finaliste de la Coupe d'Algérie en 1977, 1983, 1984

### Joueur de l'équipe d'Algérie
Championnat d'Afrique des nations
- Vainqueur du Championnat d'Afrique 1983
- Vainqueur du Championnat d'Afrique 1985
- Vainqueur du Championnat d'Afrique 1987
- Vainqueur du Championnat d'Afrique 1989

Jeux méditerranéens
- Vainqueur des Jeux méditerranéens de 1987
- Finaliste des Jeux méditerranéens de 1983

Jeux olympiques
- 12e place aux Jeux olympiques de 1984
- 10e place aux Jeux olympiques de 1988

Championnats du monde
- 16e place au Championnat du monde 1982
- 16e place au Championnat du monde 1986

### Entraîneur
club
- Vainqueur du championnat d'Arabie Saoudite : ? (avec Al Khaleej)
- Vainqueur de la Coupe des président des Émirats arabes unis (2): 2005 , 2006 (avec Al-Aïn Club)
- Vainqueur de la Coupe Fédération du Émirats arabes unis : 2007 (avec Al-Aïn Club)
- Vainqueur de la Coupe Fédération du Qatar : 2011 (avec  Al-Arabi)
- Vainqueur de la Coupe des vice-président des Émirats arabes unis : 2017 (avec Al Wasl)
- Finaliste de la Supercoupe d'Oman: 2019 (avec Oman Club)
- Finaliste de la Coupe  d'Oman: 2021 (avec Oman Club)

l'équipe d'Algérie
- 6e place du Championnat d'Afrique des nations en 2018 (avec l'équipe d'Algérie)